# Lyrikvännen
Lyrikvännen är en svensk tidskrift för poesi som grundades 1954. Utgivare från starten var FIB:s Lyrikklubb, därefter övertogs den 2001 av Ordfront som drev den fram till 2006. Åren 2007–2019 gavs tidskriften ut av Ellerströms förlag, och sedan 2019 drivs den av en förening. Chefredaktörer sedan 2020 är David Zimmerman och Anna Lundvik.
Tidskriften utsågs till Årets kulturtidskrift 2006. År 2019 nominerades den till samma pris, med motiveringen: ”Med fingertoppar känsliga för både samtiden och historien vaskas det poetiska guldet fram i varje enskilt nummer. I tematiska överblickar och detaljerade närläsningar finns både lekfullhet och allvar, med analytisk nyfikenhet tar man sig an dikter med den omsorg som kännetecknar den sanna vänskapen. Lyrikvännen förvaltar och förnyar i lika hög grad, bevakar poesin med skärpa och entusiasm och visar med beundransvärd uthålligt livaktigheten i denna litterära genre.”

## Redaktörer
Redaktörer 1954–1999. Redaktörer 2000–2020.
- Stig Carlson (1954–1971:1)
- Gunnar Harding och Gösta Friberg (1971:2–6)
- Gunnar Harding (1972–1973:5)
- Gunnar Harding och Rolf Aggestam (1973:6–1974)
- Rolf Aggestam och Gösta Friberg (1975)
- Rolf Aggestam och Börje Lindström (1976–1977)
- Börje Lindström och Niklas Rådström (1978–1979)
- Börje Lindström (1980–1981:2)
- Börje Lindström och Torbjörn Schmidt (1981:3/4–1982:1)
- Torbjörn Schmidt (1982:2–1993)
- Magnus Jacobsson (1994–1998:1/2)
- Maria Küchen och Petter Lindgren (1998:3–1999:1)
- Petter Lindgren (1999:2–2000:5/6)
- Lars Hermansson och Camilla Hammarström (2001:1–2003:2)
- Lars Hermansson, Camilla Hammarström och Astrid Trotzig (2003:3)
- Lars Hermansson, Camilla Hammarström och Boel Schenlær (2003:4/5)
- Camilla Hammarström och Boel Schenlær (2003:6)
- Boel Schenlær (2004:1–5)
- Daniel Sjölin och Jenny Tunedal (2004:6–2005:1)
- Jenny Tunedal och Ann Hallström (2005:2–2006:5)
- Ann Hallström (2006:6)
- Jonas Ellerström, Erik Magtorn, Klara Rasmussen f.d. Petersson, Marie Pettersson och Clara Wendel f.d. Möller f.d. Svensson (2007–2019)
- David Zimmerman och Anna Lundvik (2020:1–)